# Amto-Musan-Sprachen
Amto-Musan ist eine zu den Papuasprachen gehörende Sprachfamilie auf Papua-Neuguinea, die mit keiner anderen Sprachfamilie verwandt ist. Sie besteht aus den beiden Sprachen Amto (Ki) und Musan (Siawi), die beide in der Provinz Sandaun (ehemals West-Sepik) gesprochen werden.
Beide Sprachen sind hochgradig bedrohte Sprachen, Amto wird in nur zwei Dörfern gesprochen (200 Personen, Stand 2000), Musan/Siawi von 70 Sprechern.
Das Sprachgebiet umfasst nur eine kleine Bergregion von etwa 30 km, im nördlichen Bergland des West Range, südlich des oberen Sepik, zwischen May River und Idam. Das westliche Tal spricht Amto, die Musan finden sich im Osten des Berglands. Nördlich am oberen Sepik wie westlich am Idam wird Abau gesprochen. Auch östlich am Sepik, der hier um die Bergregion schwenkt, herrschen Sepik-Ramu-Sprachen vor, zu denen die Amto-Musan eine Sprachinsel bilden. Die Left-May-Sprachen, benachbart im Südosten, bilden ebenfalls eine völlig eigenständige Sprachinsel mit nur wenigen hundert Sprechern.